# اللواء 180 دفاع جوي (اليمن)
اللواء 180 دفاع جوي هو لواء دفاع جوي يمني، يتبع القوات الجوية والدفاع الجوي، يتمركز اللواء في محافظة مأرب في منطقة "صحن الجن"، ضمن عمليات المنطقة العسكرية الثالثة.